# Södra slingan

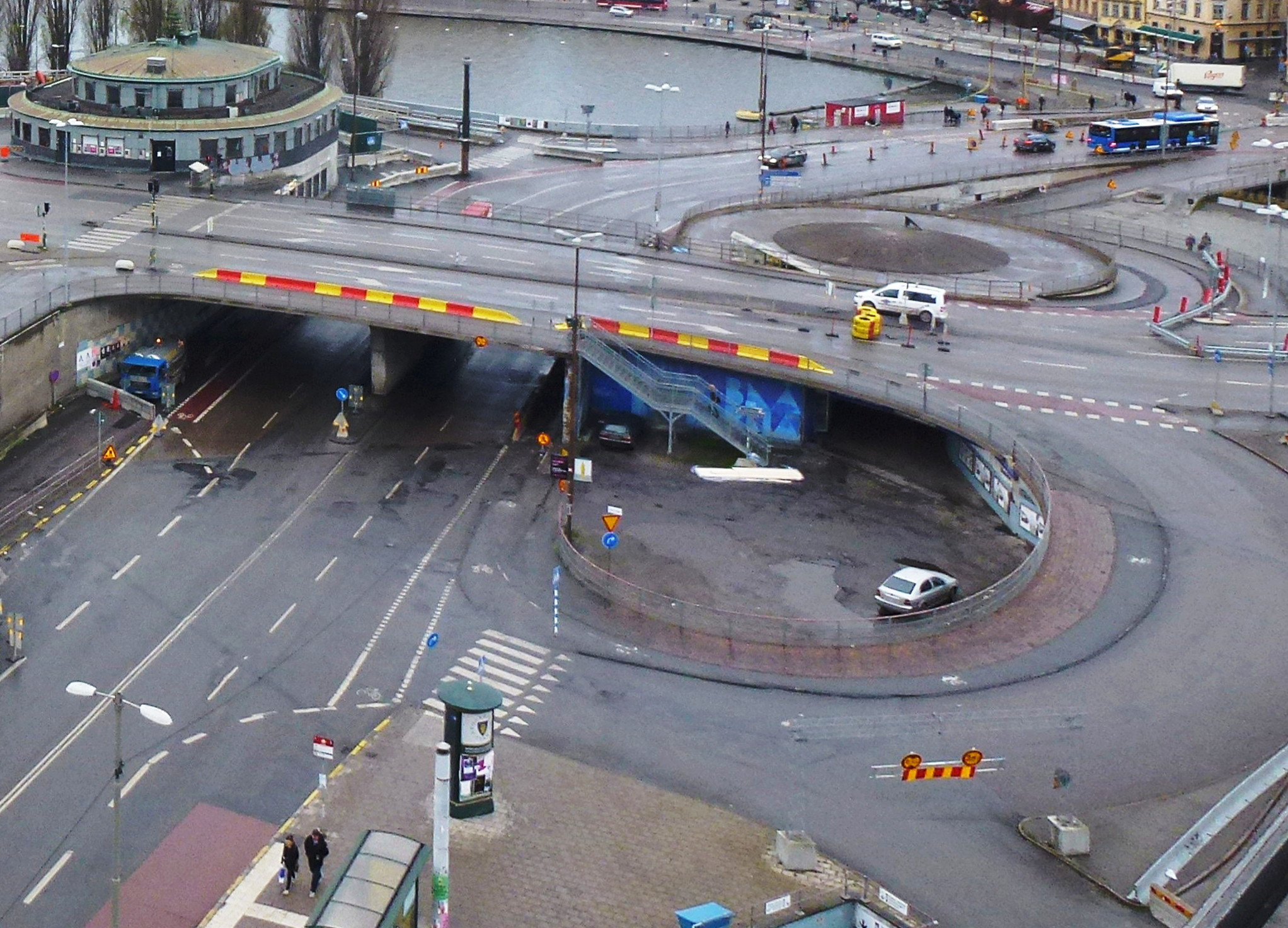
Södra (närmast) och Norra slingan, 2014.

Södra slingan var en av slingorna i Slussens trafikplats på norra Södermalm i Stockholm.

## Beskrivning

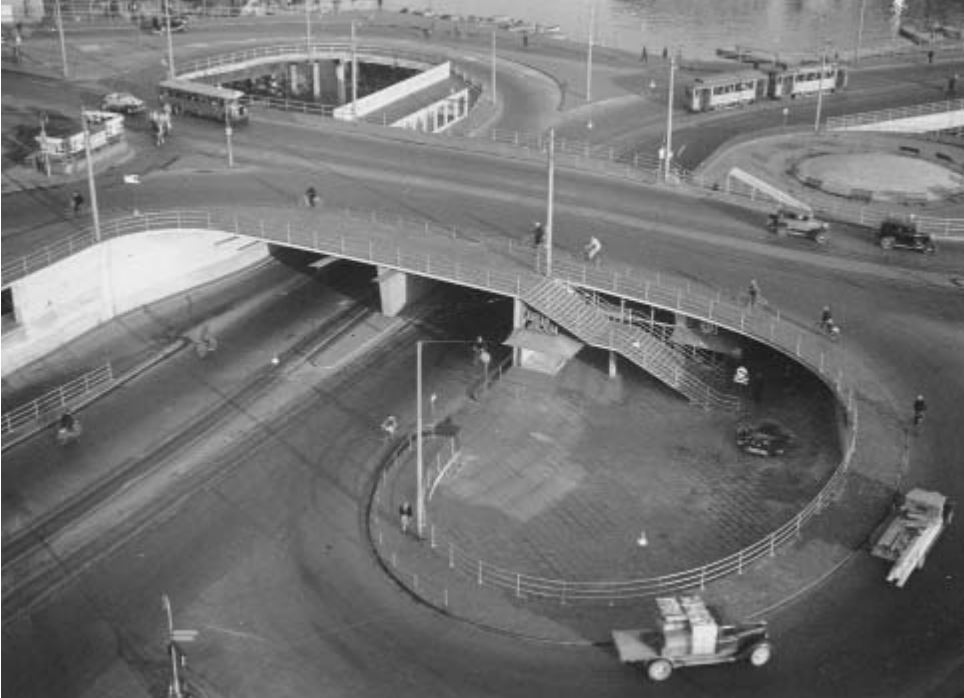
Södra slingan, 1930-talet (vänstertrafik).

Trafikapparaten Slussen hade tre slingor: Pelikanslingan i väst, Norra slingan i norr och  Södra slingan i syd. Samtliga fick sina namn 1935. Trafikplatsens tre slingor dimensionerades beträffande svängradie och stigning efter de minimått som rekommenderades av svenska statens normer för gator och vägar. Den Södra slingan gick från Skeppsbron ner till Katarinavägens norrgående trafik och var den snävaste av alla tre. För att vara på den säkra sidan om bussar kunde ta sig runt i den byggdes en fullskalemodell av Södra slingan på Gärdet och testades till belåtenhet.
Mitt i slingans öga anlades en liten rund plats som ursprungligen fick granitplattor som markbeläggning. Från denna plats sträckte sig gångtunneln Blå bodarna dels mot Saltsjöbanans slutstation Slussen och dels mot Blå bodarnas butiksdel, där kupolen upptog ögat i Norra slingan. På hörnet mot Södra slingan hade varuhuset Åhlén & Holm en filial och ingång. Från platsen ledde ursprungligen en elegant betongtrappa över Åhléns entré upp till Skeppsbrons viadukt över Katarinavägen. Den reparerades 1967 men ersattes senare av en enklare ståltrappa. Södra slingan försvann 2016, liksom alla övriga slingor i slussenkarusellen, när Slussen byggdes om.